# Pithecopus
Pithecopus is een geslacht van kikkers uit de familie Phyllomedusidae. De groep behoorde lange tijd tot de boomkikkers en werd voor het eerst wetenschappelijk beschreven door Edward Drinker Cope in 1866.
Alle soorten komen voor in Zuid-Amerika en zijn te vinden van zuidelijk Venezuela tot noordelijke delen van Argentinië.

## Soorten
- Pithecopus ayeaye
- Pithecopus azureus
- Pithecopus centralis
- Pithecopus hypochondrialis – Zuid-Amerikaanse makikikker
- Pithecopus megacephalus
- Pithecopus nordestinus
- Pithecopus oreades
- Pithecopus palliatus
- Pithecopus rohdei
- Pithecopus rusticus

Agalychnis · 
Callimedusa · 
Cruziohyla · 
Hylomantis · 
Phasmahyla · 
Phrynomedusa · 
Phyllomedusa · 
Pithecopus